# Pimpinella souliei
Pimpinella souliei är en flockblommig växtart som beskrevs av H.Boissieu. Pimpinella souliei ingår i släktet bockrötter, och familjen flockblommiga växter. Inga underarter finns listade i Catalogue of Life.